# Responsabilitatea de comandă

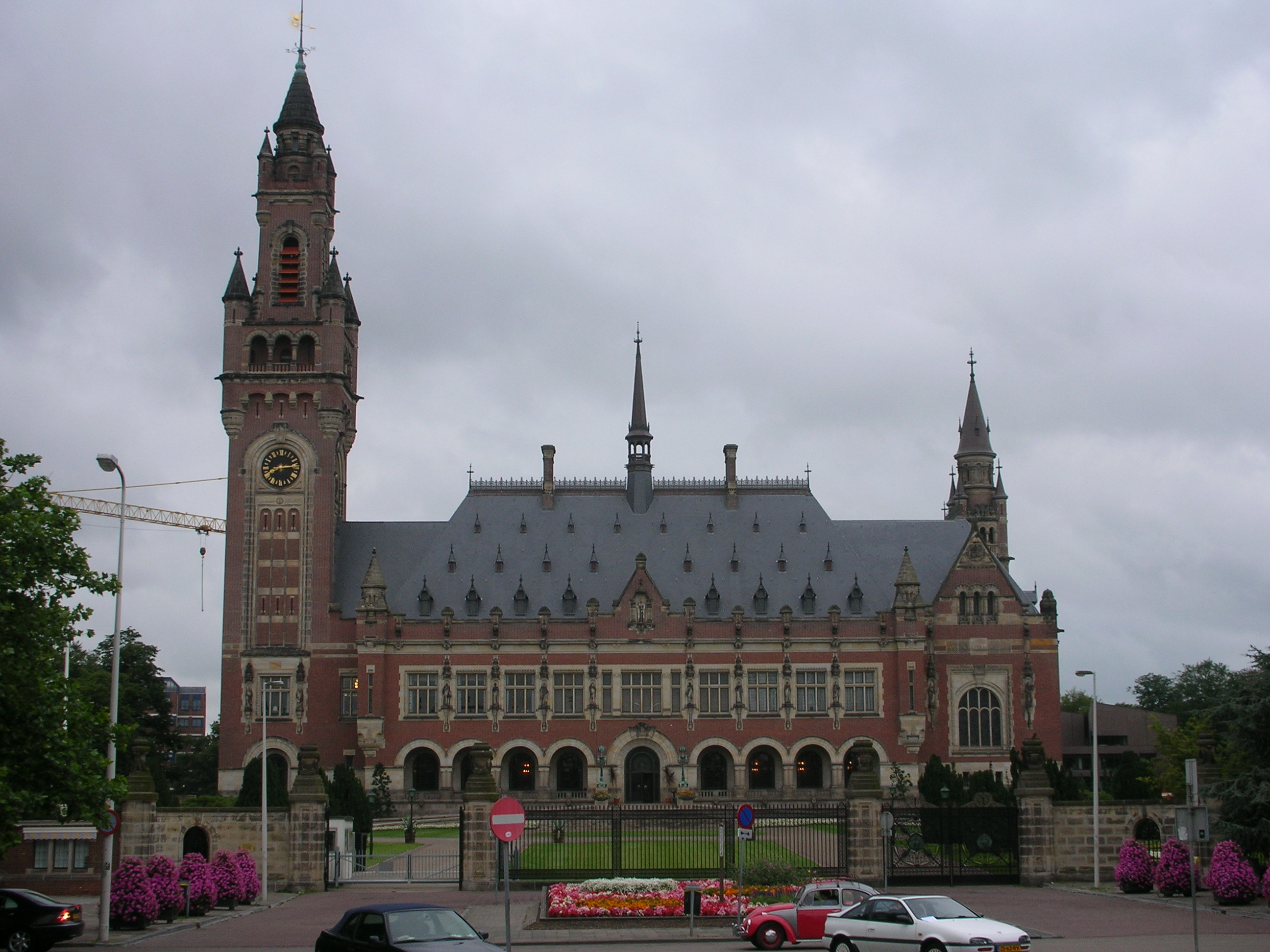
Palatul Păcii din Haga

Responsabilitatea de comandă, denumită uneori standardul Yamashita sau standardul Medina, cunoscută și ca responsabilitatea superiorilor, este doctrina juridică a răspunderii ierarhice pentru crime de război.
Termenul poate fi, de asemenea, folosit în sens mai larg pentru a se referi la datoria de a supraveghea subordonații și la răspunderea pentru a nu face acest lucru, atât în guvern, cât și în legile militare și în ceea ce privește corporațiile și trusturile. Doctrina "responsabilității de comandă" a fost stabilită prin Convențiile de la Haga din 1899 și 1907, bazată parțial pe codul Lieber american, un manual de război al forțelor Uniunii semnat de președintele Abraham Lincoln în 1863 și aplicat pentru prima dată de către Curtea Supremă a Germaniei la procesele de crime de război de la Leipzig după primul război mondial, în procesul din 1921 al lui Emil Müller.
Statele Unite ale Americii au confirmat și au încorporat Convențiile de la Haga din 1899 și 1907 privind „responsabilitatea de comandă” în dreptul federal al Statelor Unite prin intermediul precedentului stabilit de Curtea Supremă a Statelor Unite (numit „standardul Yamashita”) în cazul generalului japonez Tomoyuki Yamashita. El a fost judecat în 1945 pentru atrocitățile comise de trupe aflate sub comanda sa în Filipine, în Teatrul din Pacific în timpul celui de-al doilea război mondial. Yamashita a fost acuzat de „ignorarea ilegală și nereușind să-și îndeplinească datoria în calitate de comandant pentru a controla actele membrilor comisiei sale, permițându-le să comită crime de război”.
În plus, așa-numitul „standard Medina” a clarificat legea din S.U.A. care include în mod clar și ofițerii din SUA, astfel încât aceștia, precum și ofițerii străini, precum generalul Yamashita, pot fi urmăriți penal în Statele Unite. „Standardul Medina” se bazează pe urmărirea din 1971 de către căpitanul armatei americane, Ernest Medina, în legătură cu Masacrul My Lai din timpul războiului din Vietnam. Acesta susține că un ofițer comandant american, fiind conștient de o încălcare a drepturilor omului sau de o crimă de război, va fi tras la răspundere penală dacă nu ia măsuri. Cu toate acestea, Medina a fost achitată de toate acuzațiile.